# Der wunderbare Mandarin

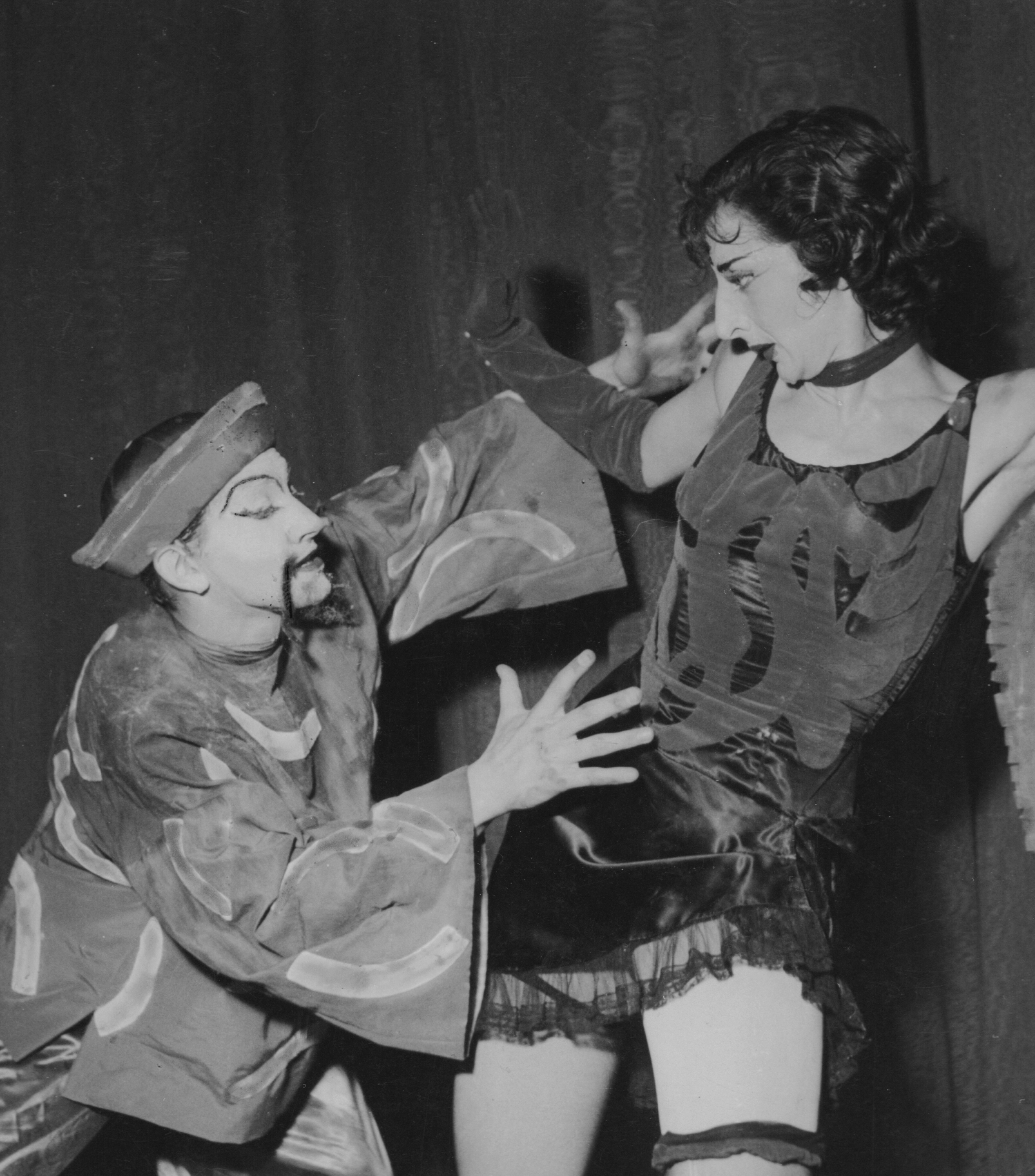

Der wunderbare Mandarin (ungarischer Originaltitel A csodálatos mandarin) op. 19 (Sz 73, BB 82) ist eine einaktige Tanzpantomime des ungarischen Komponisten Béla Bartók auf eine Vorlage von Menyhért Lengyel. Die Uraufführung am 27. November 1926 in Köln löste wegen der angeblich unmoralischen Handlung einen Theaterskandal aus. Anschließend verbot der damalige Kölner Oberbürgermeister Konrad Adenauer die weitere Aufführung des Werkes. 1928 arbeitete Bartók das Werk zu einer Suite um, die ebenso wie das vollständige Werk in verschiedenen Einspielungen vorliegt.

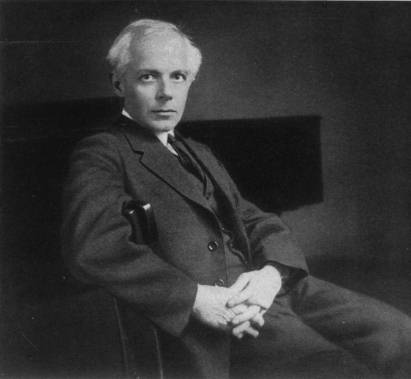
Béla Bartók 1927

## Handlung der Tanzpantomime
Bartóks Tanzpantomime Der wunderbare Mandarin spielt in der damaligen Gegenwart. Im Gegensatz zu seinem „optimistisch gestimmten Ballett“ Der holzgeschnitzte Prinz (1914–1916), das Märchenmotive aufgreift und mit einem Happy End schließt, thematisiert Bartók in diesem Werk die „Häßlichkeit und Widerlichkeit der zivilisierten Welt“ mit einer „katharsisähnlichen Lösung“ des Konflikts.
In dem Werk treten nur sieben Solotänzer auf:
- Der Mandarin
- Das Mädchen
- Älterer Freier
- Jüngerer Freier
- Drei Strolche

Die Tanzpantomime ist so konzipiert, dass die drei „Strolche“ und das Mädchen bis zum Schluss auf der Bühne präsent sind, während die Freier, dargestellt von verschiedenen Tänzern, nacheinander auftreten.
Schauplatz der Handlung ist ein schäbiges Vorstadtzimmer. Drei Zuhälter, im Stück „Strolche“ genannt, zwingen ein junges Mädchen zur Prostitution. Ihre Aufgabe ist es, vom Fenster aus Freier heranzulocken (Erstes, zweites und drittes „Lockspiel“), die anschließend von den Strolchen ausgeraubt werden. Nach zwei mittellosen Freiern tritt als dritter Gast der Mandarin, ein wohlhabender Chinese, auf. Dreimal versuchen die Strolche, den Mandarin zu ermorden, aber er kann nicht sterben, bis ihn das Mädchen umarmt.
Bartók selbst beschrieb die Handlung der Tanzpantomime vor der Drucklegung bei Universal Edition nur kurz und ging kaum auf den Symbolgehalt des Werkes ein, wie die „Entfremdung“ und das Schwanken des Mandarins zwischen „absoluter Gefühlskälte“ und „einer verzehrenden Leidenschaft“:

„In einem ärmlichen Vorstadtzimmer zwingen drei Strolche ein Mädchen, Männer, die ausgeraubt werden sollen, von der Straße heraufzulocken. Ein schäbiger Kavalier und ein schüchterner Jüngling, die sich anlocken lassen, werden als arme Schlucker hinausgeworfen. Der dritte Gast ist der unheimliche Mandarin. Das Mädchen sucht seine angsterregende Starrheit durch einen Tanz zu lösen, aber da er sie ängstlich umfängt, flieht sie schaudernd vor ihm. Nach wilder Jagd holt er sie ein, da stürzen die Strolche aus ihrem Versteck, plündern ihn aus und versuchen, ihn unter Kissen zu ersticken. Aber er erhebt sich und blickt sehnsüchtig nach dem Mädchen. Da durchbohren sie ihn mit dem Schwert: er wankt, aber seine Sehnsucht ist stärker als die Wunden: er stürzt sich auf das Mädchen. Da hängen sie ihn auf: aber er kann nicht sterben. Erst als man den Körper herabgenommen und das Mädchen ihn in die Arme genommen hat, fangen seine Wunden an zu bluten und er stirbt.“

## Musik

### Besetzung
Die szenische Aufführung des gesamten Werkes erfordert neben den Tänzern einen gemischten Chor und ein großes Orchester in folgender Besetzung:
- Bläser: 3 Flöten: 2. und 3. Flöte auch Piccoloflöte; 3 Oboen, 3. auch Englischhorn; 3 Klarinetten; Bassklarinette; 3 Fagotte, davon das dritte auch Kontrafagott; 4 Hörner in F (2. und 4. auch Tenortuba); 3 Trompeten in C; 3 Posaunen; Basstuba
- Pauken; Schlagzeug (6 Spieler): Xylophon (plus Triangel), Becken, Tamtam, kleine Trommel, Rührtrommel, große Trommel
- Celesta, Harfe, Klavier, Orgel
- Streicher: erste Violinen, zweite Violinen, Bratschen, Violoncelli, Kontrabässe[5]

Die Aufführungsdauer der Tanzpantomime beträgt etwa 30 Minuten.

### Stilistisch
Der wunderbare Mandarin gehört wie Strawinskis  Sacre du printemps zum musikalischen Expressionismus und gilt als Bartóks kompromisslosestes Werk, das sich „rücksichtslos modern“, ohne „gefühlvolle Innigkeit“ gibt. Bartók zeigt in diesem Werk eine meisterhafte Klangfarbentechnik. Er verwendet Posaunenglissandi und schrille Signal-Collagen. Beim abschließenden Todeskampf und der „Verklärung“ des Mandarins, der in der Konzertsuite fehlt, verwendet Bartók neben einem Vokalisen singenden gemischten Chor an einigen Stellen sogar Vierteltöne der Violinen.
Bartók charakterisiert die Strolche und mit ihnen die Großstadt-Atmosphäre durch hämmernde 6/8-Akkorde, das Mädchen durch Quint-Intervalle und Klarinettensoli zu Beginn der drei „Lockspiele“. Der zweite Freier, ein schüchterner Jüngling, zu dem das Mädchen Zuneigung empfindet, weist „›positive‹ Tonfolgen in einer neuartigen, zukunftsweisenden Diatonik“ auf. Das Leitintervall des Mandarins schließlich ist die kleine Terz, verbunden mit schneidend dissonanten Akkorden.

## Entstehung
Der wunderbare Mandarin gehört neben der Oper Herzog Blaubarts Burg  und dem Ballett Der holzgeschnitzte Prinz (A fából faragott királyfi) zu den drei Bühnenwerken Bartóks. Nach den erfolgreichen Uraufführungen der beiden vorgenannten Werke plante Bartók zunächst eine weitere Oper, wartete aber vergeblich auf ein Libretto. Nachdem er in der Zeitschrift Nyugat (Abendland) Menyhért Lengyels groteskes Pantomime-Stück „Der wunderbare Mandarin“ gelesen hatte, fand er Gefallen an dem Sujet und traf im Juni 1918 mit Lengyel eine Vereinbarung über die Vertonung des Stückes. Noch im selben Monat begann er mit der Konzeption des Werkes, das in seiner Vorstellung die Stadt und die „Antinatur“ charakterisieren sollte: „Ich mache mir schon Gedanken zum Mandarin; es wird eine höllische Musik, wenn sie gelingt. Am Anfang – eine ganz kurze Einleitung vor noch geschlossenem Vorhang – erklingt schrecklicher Lärm, Geklirre, Gepolter und Getute: ich führe die werten Zuhörer aus dem weltstädtischen Straßentrubel hinaus zu einem Apachenlager.“
Trotz des Zusammenbruchs der Habsburger Doppelmonarchie und der anschließenden politischen Umwälzungen in Ungarn vollendete Bartók 1919 die Klavierfassung des Werkes, die er in einem privaten Konzert vortrug. Nach dem Scheitern der ungarischen Räteregierung und dem Beginn des Horthy-Regimes schwanden jedoch zunächst die Aussichten auf eine Aufführung, und so begann Bartók erst 1923 mit der Instrumentation, die er bis 1924, als eine Aufführung in Budapest geplant war, abschloss. Auch dieser Plan zerschlug sich, und so erfolgte erst 1926 die Uraufführung in Köln.

## Rezeption

Das alte Kölner Opernhaus am Habsburgerring, Ort der Uraufführung

Die Kölner Uraufführung der Tanzpantomime im Anschluss an Bartóks Oper Herzog Blaubarts Burg unter dem ungarischen Dirigenten Eugen Szenkar in der Choreographie von Hans Strohbach wurde ein Theaterskandal. Nach Presseberichten verließen viele Zuschauer während der Aufführung Türen knallend den Saal, andere, die bis zum Ende geblieben waren, pfiffen und schrien „Pfui“. Die wenigen Beifall klatschenden Zuschauer wurden in der Presse „als eine kleine Rotte grüner Jungen“ bezeichnet, die „bestellte Beifallsarbeit“ geleistet hätten. In der anschließenden Diffamierungskampagne, die von übersteigertem Nationalismus bis zu antisemitischen Äußerungen reichte, wurde kaum auf die Musik und die Inszenierung eingegangen. Wegen der angeblich unmoralischen Handlung ließ der damalige Kölner Oberbürgermeister Konrad Adenauer alle weiteren Aufführungen der Tanzpantomime verbieten.
Bartók, der nach dem Kölner Fiasko und einem eher verhaltenen Erfolg in Prag das Werk retten wollte, arbeitete es 1928 zu einer etwa 18-minütigen Konzertsuite um, wobei er etwa zwei Drittel der Musik des Gesamtwerks übernahm.
Diese Suite, in der die Schlussapotheose mit dem leuchtenden Mandarin und dem Chor entfiel, wurde am 15. Oktober 1928 in Budapest unter der Leitung von Ernst von Dohnányi uraufgeführt.
Erst nach der Wiederaufführung der Tanzpantomime in der Choreographie von Aurel von Milloss 1942 an der Mailänder Scala und dem Ende des Zweiten Weltkriegs begann sich das Werk international durchzusetzen. In Ungarn wurde das Werk bis 1946 nicht aufgeführt, stand aber seitdem mehrfach auf dem Spielplan der Budapester Ungarischen Staatsoper.
Auch die musikalische Qualität des Werkes wurde spätestens nach dem Ende des Zweiten Weltkriegs allgemein erkannt. Hans Renner beschrieb beispielsweise 1959 in Reclams Konzertführer die Konzertsuite als „brueghelsche Höllenphantastik“, aber auch als „großartige Musik […] eines kompromißlosen Neuerers“, bei dem „schroffe atonale Klangballungen inmitten impressionistisch oszilierender Farbmischungen“ stehen. Stilistisch siedelte er Bartóks Werk „klanglich etwa zwischen Debussy und Schönberg stehend“ an.
Heutzutage gehört das Werk sowohl zum Bühnenrepertoire als auch, meist in der Fassung als Suite, zum Konzertrepertoire.

## Aufzeichnungen

### Gesamtaufnahmen
Während die Suite aus dem wunderbaren Mandarin in zahlreichen Aufnahmen vorliegt, existieren nur wenige Aufnahmen des gesamten Balletts.
- Schola Cantorum New York, New Yorker Philharmoniker unter Pierre Boulez, Sony 1971
- Ambrosian Singers, London Symphony Orchestra unter Claudio Abbado, DGG 1983
- City of Birmingham Symphony-Chorus und Orchester unter Simon Rattle, Aufnahme 1992, EMI 1994
- Boston Symphony Orchestra unter Seiji Ozawa, Newton 1994
- Chicago Symphony Orchestra u. Chicago Symphony Chorus unter Pierre Boulez, DGG 1994
- London Symphony Orchestra unter Kent Nagano, Erato und Elatus 1997
- Budapest Festival Orchestra unter Iván Fischer, Philips 1998
- Bournemouth Chorus und Sinfonieorchester unter Marin Alsop, Naxos, 2004

Daneben liegt auch eine Fassung für zwei Klaviere auf CD vor.

### Verfilmung der Tanzpantomime
- Csodálatos mandarin (Der wunderbare Mandarin), Regie: Márta Mészáros, Eurofilm Stúdió 2001 (35 Minuten)[22]